# Charlie Sifford
Charlie Sifford (Charlotte, California; 2 de junio de 1922 - Cleveland, Ohio; 3 de febrero de 2015) fue un golfista estadounidense que ganó el Long Beach Open tras derrotar a Eric Monti tras un empate el 10 de octubre de 1957.
Charlie Sifford se convirtió en el primer jugador negro en ganar el Circuito Americano. Los jugadores negros no serían reconocidos como miembros del circuito hasta el 9 de noviembre de 1961.